# Anonconotus
Anonconotus ist eine Gattung der Laubheuschrecken mit Verbreitung im Hochgebirge der Alpen und des Apennin. Bekannteste Art ist die Alpenschrecke Anonconotus alpinus.

## Merkmale

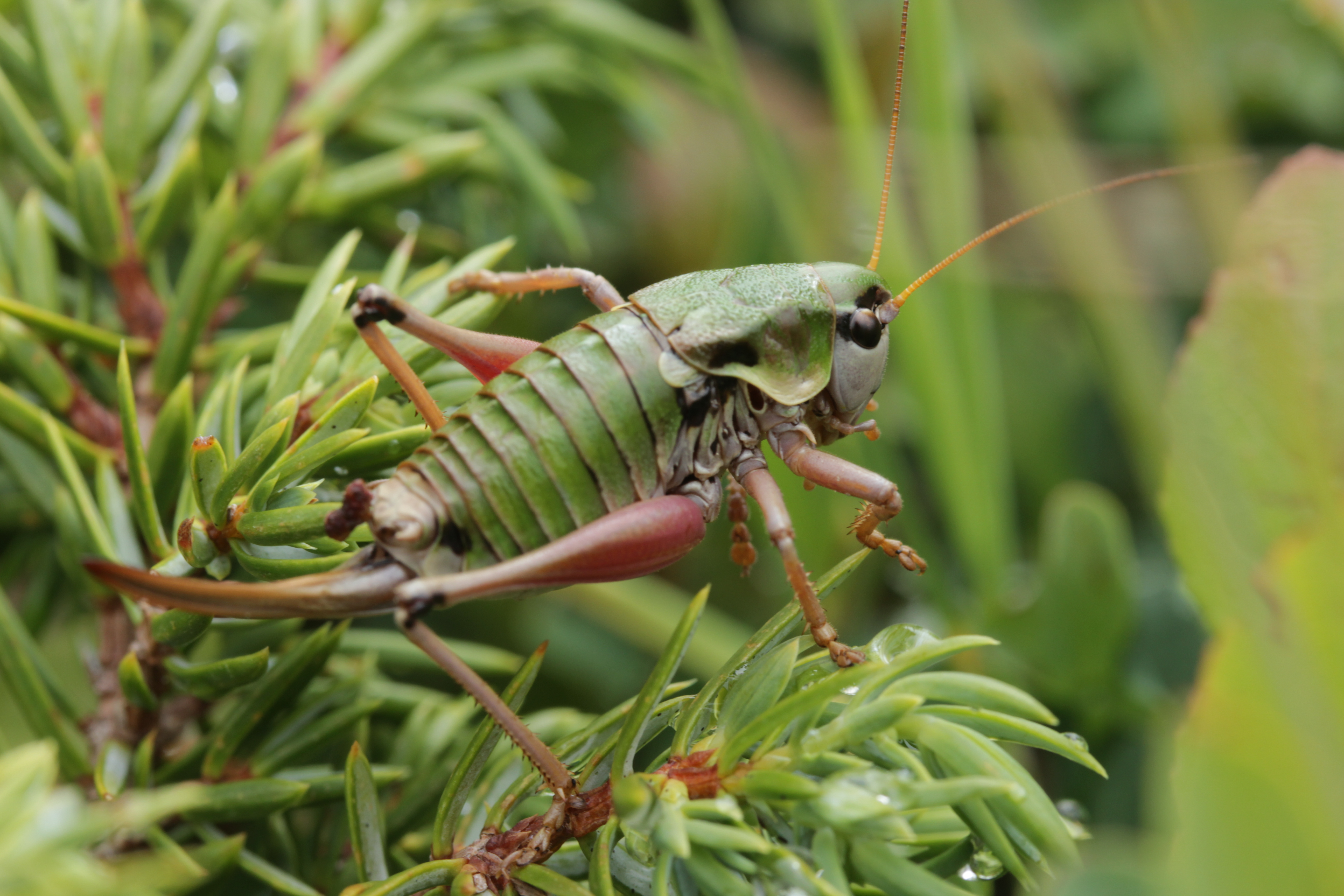
Weibchen von Anonconotus alpinus, Waadtländer Alpen, Schweiz

Arten der Gattung Anonconotus sind mittelgroße Laubheuschrecken mit stark verkürzten bis schuppenförmigen Flügeln. Sie sind meist überwiegend leuchtend grün bis olivgrün gefärbt, seltener auch bräunlich, mit kontrastreicher brauner bis graubrauner, dunkler, gelblicher bis hellrosa Zeichnung. Die einzelnen Arten sind dabei farblich variabel und anhand von Färbung oder Zeichnung nicht unterscheidbar. Einige Arten sind aber anhand der Färbung der Hinterflügel (eher gelb oder eher weißlich) zumindest Artengruppen zuzuweisen.
Wichtige Merkmale sind: Die Antennen sind etwa körperlang. Das Pronotum ist von mäßiger Länge, etwa 1,5mal so lang wie die Schenkel der Vorderbeine, auf der Oberseite etwas rau gerunzelt, seine Seiten gekantet, aber nicht gekielt. Dafür ist ein Mittelkiel vorhanden. Auch der Hinterleib (Abdomen) ist etwas gerunzelt und oben gekielt. Die Schienen der Vorderbeine haben außen einen bis zwei Dornen. Die Schenkel der Hinterbeine sind wenig kräftig und lang, etwa doppelt so lang wie das Pronotum.
Bei den Weibchen ist der Ovipositor lang über das Hinterende hinausragend. Er ist gleichmäßig schwach gebogen, zum Hinterende (Apex) hin fein gekörnt, aber mit glatten Rändern. Bei den Männchen sind die Cerci relativ groß, am Apex mit einem starken, nach innen zeigenden Enddorn. Von besonderer Bedeutung bei der Bestimmung ist die Gestalt der Titillatoren. Diese sind bewegliche, hakenförmige Anhänge seitlich des Aedeagus, die bei der Kopulation als Klammerorgane dienen. In Ruhestellung sind sie überwiegend verborgen und nur die Spitzen zwischen der Subgenitalplatte und der Basis der Cerci sichtbar. Sie sind hakenförmig gebogen mit bedorntem Apikalteil.
Es gibt zahlreiche Laubheuschrecken mit stark verkürzten Flügeln und ähnlicher Gestalt, zum Beispiel Arten der Gattungen Pachytrachis, Yersinella, Thyreonotus, Eupholidoptera, Pholidoptera, Antaxius, Rhacocleis. Diese sind in der Regel dadurch unterscheidbar, dass bei ihnen die Oberseite des Prontum nicht gerunzelt und nicht mit Mittelkiel ausgebildet ist.

## Verbreitung
Anonconotus ist eine Gattung der Alpen und des Apennin in Italien. In den Ostalpen lebt nur eine Art, Anonconotus italoaustriacus, östlich bis etwa zur Vette-Feltrine-Gruppe in den italienischen Dolomiten. Aus den Westalpen sind zahlreiche Arten bekannt, die jeweils kleine Verbreitungsgebiete in bestimmten Gebirgsketten mit nur wenig Überlappung besiedeln. Im Apennin sind zwei Arten beschrieben, von denen aber eine seit langer Zeit nicht mehr gefunden wurde und möglicherweise schon ausgestorben ist.
Alle Arten leben in der bodennahen Vegetation, in alpinen Rasen, Felsrasen und Heiden.

## Arten
Bis in die 2000er Jahre wurden meist nur zwei oder drei Arten in der Gattung anerkannt. Die Angaben zu den Arten und ihrer Verbreitung in älteren Werken sind daher nicht verlässlich. Die Umschreibung und Abgrenzung der Arten ist teilweise bis heute unklar und umstritten.
- Anonconotus alpinus (Yersin, 1858), Alpenschrecke. Verbreitet in den Berner, den westlichen Walliser und den Waadtländer Alpen in der Schweiz.[3] Außenposten in den Lechtaler Alpen (Arlberg) und im italienischen Aostatal. Verbreitung in Frankreich unklar, möglicherweise dort gar nicht vorkommend.[4]
- Anonconotus apenninigenus (Targioni-Tozzetti, 1881), Südliche Alpenschrecke. Nur ein Vorkommen im Florentiner Apennin bekannt, dort seit langer Zeit nicht mehr gefunden. Möglicherweise ausgestorben.
- Anonconotus baracunensis Nadig, 1987. kleines inselförmiges Verbreitungsgebiet in den Cottischen Alpen, Italien und Frankreich.[5]
- Anonconotus ghilianii Camerano, 1878. Typusart der Gattung. Italienische und französische Westalpen.[4]
- Anonconotus italoaustriacus Nadig, 1987. Nadigs Alpenschrecke. Ostalpen, in Südtirol, den Dolomiten, Osttirol, Kärnten,[6] nördlich bis in die Hohen Tauern.[7]
- Anonconotus ligustinus Galvagni, 2002. Westliche Ligurische Alpen. Italien.[8]
- Anonconotus mercantouri Galvagni & Fontana, 2003. Endemit des Nationalpark Mercantour, französische Seealpen.
- Anonconotus occidentalis Carron & Wermeille, 2002. Endemit der Cottischen Alpen.
- Anonconotus pusillus Carron & Sardet, 2002. Italienische Seealpen, südlich des Susatals.
- Anonconotus sibyllinus Galvagni, 2002. Nur Monti Sibillini und Monti Reatini, Abruzzen, Italien.[8]